# Loïc Badé
Loïc Badé (Sèvres, Francia, 11 de abril del 2000) es un futbolista francés que juega de defensa en el Sevilla F. C. de la Primera División de España.

## Trayectoria
Comenzó su carrera deportiva en el Le Havre A. C. en 2020, debutando como profesional, en la Ligue 2, el 10 de enero, en un partido frente al Chamois Niortais.
En verano de 2020 fichó por el R. C. Lens, con el que debutó en la Ligue 1 el 23 de agosto, en la derrota de su equipo por 2-1 frente al O. G. C. Niza. Tras una temporada en el club, en julio de 2021 fue traspasado al Stade Rennais F. C. Allí también estuvo un año, ya que el 1 de septiembre de 2022 fue cedido al Nottingham Forest F. C. que abandonó en el mercado invernal para ser cedido al Sevilla F. C. Marcó su primer gol en el equipo hispalense en una victoria por 0 a 2 ante el Valencia C. F.
Al finalizar la temporada, el Sevilla ejerció su opción de compra por doce millones de euros. El galo firmó un contrato hasta 2027.

## Selección nacional
El 8 de junio de 2025 debutó con la selección de Francia en el partido por el tercer y cuarto puesto de la Liga de Naciones de la UEFA 2024-25 ante Alemania que ganaron por cero a dos.

## Estadísticas

### Clubes
Actualizado al último partido disputado el 18 de mayo de 2025.
| Club                               | Div.          | Temporada     | Liga  | Liga  | Copas nacionales | Copas nacionales | Copas internacionales | Copas internacionales | Total | Total |
| Club                               | Div.          | Temporada     | Part. | Goles | Part.            | Goles            | Part.                 | Goles                 | Part. | Goles |
| ---------------------------------- | ------------- | ------------- | ----- | ----- | ---------------- | ---------------- | --------------------- | --------------------- | ----- | ----- |
| Le Havre A. C. II Francia          | 4.ª           | 2017-18       | 3     | 0     | ―                | ―                | ―                     | ―                     | 3     | 0     |
| Le Havre A. C. II Francia          | 4.ª           | 2018-19       | 17    | 0     | ―                | ―                | ―                     | ―                     | 17    | 0     |
| Le Havre A. C. II Francia          | 5.ª           | 2019-20       | 10    | 3     | ―                | ―                | ―                     | ―                     | 10    | 3     |
| Le Havre A. C. II Francia          | Total club    | Total club    | 30    | 3     | 0                | 0                | 0                     | 0                     | 30    | 3     |
| Le Havre A. C. Francia             | 2.ª           | 2019-20       | 7     | 0     | 0                | 0                | ―                     | ―                     | 7     | 0     |
| Le Havre A. C. Francia             | Total club    | Total club    | 7     | 0     | 0                | 0                | 0                     | 0                     | 7     | 0     |
| R. C. Lens Francia                 | 1.ª           | 2020-21       | 31    | 0     | 2                | 0                | ―                     | ―                     | 33    | 0     |
| R. C. Lens Francia                 | Total club    | Total club    | 31    | 0     | 2                | 0                | 0                     | 0                     | 33    | 0     |
| Stade Rennes F. C. Francia         | 1.ª           | 2021-22       | 14    | 0     | 2                | 0                | 5                     | 1                     | 21    | 1     |
| Stade Rennes F. C. Francia         | 1.ª           | 2022-23       | 1     | 0     | ―                | ―                | ―                     | ―                     | 1     | 0     |
| Stade Rennes F. C. Francia         | Total club    | Total club    | 15    | 0     | 2                | 0                | 5                     | 1                     | 22    | 1     |
| Nottingham Forest F. C. Inglaterra | 1.ª           | 2022-23       | 0     | 0     | 0                | 0                | ―                     | ―                     | 0     | 0     |
| Nottingham Forest F. C. Inglaterra | Total club    | Total club    | 0     | 0     | 0                | 0                | 0                     | 0                     | 0     | 0     |
| Sevilla F. C. · España             | 1.ª           | 2022-23       | 19    | 1     | 2                | 0                | 6                     | 1                     | 27    | 2     |
| Sevilla F. C. · España             | 1.ª           | 2023-24       | 28    | 0     | 2                | 0                | 3                     | 0                     | 33    | 0     |
| Sevilla F. C. · España             | 1.ª           | 2024-25       | 32    | 1     | 1                | 0                | —                     | —                     | 33    | 1     |
| Sevilla F. C. · España             | Total club    | Total club    | 79    | 2     | 5                | 0                | 9                     | 1                     | 93    | 3     |
| Total carrera                      | Total carrera | Total carrera | 162   | 5     | 9                | 0                | 14                    | 2                     | 185   | 7     |

## Palmarés

### Títulos internacionales
| Título                 | Equipo               | Sede     | Año  |
| ---------------------- | -------------------- | -------- | ---- |
| Liga Europa de la UEFA | Sevilla F. C.        | Budapest | 2023 |
| Juegos Olímpicos       | Selección de Francia | París    | 2024 |